# Gerard Malynes
Gerard Malynes ou Gerard de Malynes, (vers 1585 - vers 1627) est un marchand indépendant pratiquant le commerce extérieur, commissaire anglais aux Pays-Bas espagnols, conseiller du gouvernement sur les questions commerciales, contrôleur de la Monnaie et commissaire aux affaires de la Monnaie. Ses dates de naissance et de décès précises sont inconnues .

## Biographie
Les ancêtres de Malynes viennent du Lancashire  . Son père, ouvrier-monnayeur, émigre vers 1552 à Anvers, où Gérard nait. Il retourne en Angleterre au moment de la restauration de la monnaie (1561), quand Elizabeth obtient l'aide d'ouvriers qualifiés depuis la Flandre. Malynes démontre qu'une sortie de métaux précieux peut entraîner une baisse des prix dans le pays ainsi qu'une hausse des prix à l'étranger. C'est une avancée importante de la pensée économique de l'époque. Il suggère que des tarifs d'importation plus élevés soient perçus et que les exportations de lingots soient interdites, car il considère que la croissance d'un pays est liée à l'accumulation de métaux précieux.
Malynes est nommé vers 1586 commissaire du commerce des Pays-Bas. Il est en Angleterre en 1587 lorsqu'il achète à Sir Francis Drake quelques-unes des perles rapportées de Carthagène. Il est fréquemment consulté sur les affaires commerciales par le Conseil privé. En 1600, il est nommé commissaire chargé d'établir la véritable parité du change. Il témoigne devant le comité de la Chambre des communes sur le Merchants' Assurance Bill (novembre - décembre 1601). Alors que le texte pour la véritable fabrication du drap de laine est voté au Parlement, il prépare, pour le Conseil privé, un rapport indiquant le poids, la longueur et la largeur de toutes sortes de tissus.
Sous le règne de Jacques Ier, Malynes participe au projet de développement des ressources naturelles, notamment par la mise en exploitation de mines de plomb dans le Yorkshire et de mines d'argent dans le comté de Durham, en 1606, pour lesquelles il fait venir, à sa charge, des ouvriers d'Allemagne. Il est rejoint par Lord Eure et quelques marchands londoniens. Mais l'entreprise est un échec. Les questions monétaires sont sa principale préoccupation et il est un expert de l'analyse de la Monnaie. 
En 1609, Malynes est commissaire aux affaires de la Monnaie, avec Thomas Knyvet, 1er baron Knyvet, Sir Richard Martin, John Williams, l'orfèvre du roi. Peu de temps après, il lance un plan pour combler un déficit de monnaie, de pièces de petite valeur, par l'émission de jetons d'un farthing. Les commerçants privés, depuis quelques années, enfreignent la prérogative royale en frappant des jetons d'un liard en plomb. Une proposition, qui semble s'être inspirée de Malynes, est faite en 1612 pour y mettre fin. Le schéma est adopté et John Harington, 2e baron Harington d'Exton obtient, le 10 avril 1613, le brevet de fourniture des nouvelles pièces qu'il cède à Malynes et William Cockayne, conformément à un accord précédemment conclu avec le premier. Au retrait de Cockayne, qui n'aime pas les termes de la subvention initiale, Malynes est rejoint par John Couchman. Mais les débuts de l'entreprise sont malheureux. Le duc de Lennox tente d'obtenir le brevet de Lord Harington en offrant de meilleures conditions que Malynes. Les nouveaux farthings, appelés "Haringtons", sont impopulaires. Ils sont refusés dans le Staffordshire, le Derbyshire, Flint et Denbigh. Même dans les comtés où ils sont acceptés, la demande est faible et, en six mois, l'émission est inférieure à 600 £. La mort de Lord Harington en 1614 donné lieu à de nouvelles difficultés, le brevet est copié et les commerçants privés continuent à émettre des pièces illégales.
Malynes, dans une pétition qu'il adresse au roi depuis la prison de la Flotte (16 février 1619), se plaint d'avoir été ruiné par ses employeurs qui tiennent à le payer en ses propres liards. Mais il semble avoir surmonté ces difficultés. En 1622, il témoigne sur l'état de la monnaie devant la commission permanente du commerce. Malynes est impressionné par les effets des usuriers sur les classes les plus pauvres. Il propose l'adoption d'un système de prêt sur gage et d'un mont-de-piété, sous contrôle gouvernemental. Il espère ainsi permettre aux pauvres d'obtenir des prêts à un taux d'intérêt modéré. 
En 1622, Malynes et son collègue marchand Edward Misselden entament une célèbre dispute sur le libre-échange. Malynes adresse une pétition à la Chambre des communes de 1641. 
Malynes s'inscrit dans le courant des partisans des théories du mercantilisme.

## Œuvres
- Un traité du chancre de la richesse commune d'Angleterre (1601)
- St George pour l'Angleterre, décrit allégoriquement (1601)
- Vue de l'Angleterre dans le démasquage de deux paradoxes (1603)
- Le maintien du libre-échange, selon les trois parties essentielles du trafic ; À savoir les marchandises, les monnaies et le change des monnaies, par des lettres de change pour d'autres pays. Ou répondre à un traité de libre-échange, ou les moyens de faire fleurir le commerce, récemment publié. (1622).
- Consuetudo, vel, Lex Mercatoria : ou, The Law Merchant : divisé en trois parties, selon les parties essentielles de la traite nécessaires à tous les hommes d'État, juges, magistrats, avocats temporels et civils, monnayeurs, marchands, marins et autres négociant dans tous les lieux du monde. (1622)
- Le Centre du Cercle de Commerce (1623) [3]